# Baudelio
Baudelio  è un nome proprio di persona italiano maschile.

## Varianti
- Maschili: Baudilio

### Varianti in altre lingue
- Basco: Baudili[2]
- Catalano: Baldiri[2], Baudili[2], Boi[2]
- Francese: Baudile
- Latino: Baudelius[1][3], Baudilius, Baudilus
- Spagnolo: Baudilio[2], Baudelio[2][3]

## Origine e diffusione
Deriva dal latino Badelius, di origine sconosciuta. Potrebbe essere un adattamento da un nome di origini germaniche, forse contenente l'elemento bald ("coraggioso", "audace"); in alternativa, potrebbe essere ricondotto al latino arcaico baudus ("stupido", "tonto").

## Onomastico
L'onomastico viene festeggiato il 20 maggio in ricordo di san Baudilio, martire a Nîmes.

## Persone

### Variante Baudilio
- Baudilio di Nîmes, santo romano
- Baudilio Jáuregui, calciatore uruguaiano